# Flugunfall einer Douglas DC-8 der Overseas National Airways in Niamey
Der Flugunfall einer Douglas DC-8 der Overseas National Airways in Niamey ereignete sich am 4. März 1977. An diesem Tag wurde ein Frachtflugzeug des Typs Douglas DC-8-63CF der Overseas National Airways, das sich auf einem Flug vom Flughafen Paris-Charles-de-Gaulle zum Flughafen Lagos befand, kurz vor dem geplanten Zwischenstopp auf dem Flughafen Niamey ins Gelände geflogen, wobei zwei der vier Insassen an Bord starben.

## Flugzeug und Besatzung
Bei dem eingesetzten Flugzeug handelte es sich um eine McDonnell Douglas DC-8-63CF mit der Werknummer 46050 und der Modellseriennummer 430, deren Roll-Out am 27. Dezember 1968 erfolgt war. Am 30. Januar 1969 wurde die Maschine an die Seaboard World Airlines ausgeliefert, die diese mit dem Luftfahrzeugkennzeichen N8635 zuließ. Am 1. Dezember 1972 wurde die Maschine an die Korean Air Lines verleast und erhielt in diesem Zuge auch die Bemalung dieser Fluggesellschaft. Zum 1. September 1975 wurde die Maschine wieder an ihre Leasinggeberin zurückgegeben. Seit dem 10. Mai 1976 hatte die Overseas National Airways die Maschine von der Seaboard World Airlines geleast. Das vierstrahlige Langstrecken-Schmalrumpfflugzeug war mit vier Strahltriebwerken vom Typ Pratt & Whitney JT3D-7 ausgestattet.

## Besatzung
Es befand sich eine vierköpfige Besatzung bestehend aus Flugkapitän, Erstem Offizier, Flugingenieur und Lademeister an Bord.

## Unfallhergang
Mit der DC-8 wurde ein Frachtflug im Auftrag der UTA geflogen. Die Maschine schlug im nächtlichen Anflug auf Niamey um 03:35 Uhr Ortszeit 800 Meter vor der Schwelle von Landebahn 09 auf. Beim Aufprall wurde das Fahrwerk abgeschert und die Maschine schlitterte noch einige Dutzend Meter weiter, ehe sie in Brand geriet. Zwei der vier Besatzungsmitglieder kamen beim Unfall und dem Brand ums Leben.

## Ursache
Es konnte festgestellt werden, dass die Maschine unter den Gleitpfad gesunken war, bis sie mit dem Gelände kollidierte. Die Piloten hatten ihre geflogene Flughöhe offenbar falsch eingeschätzt.